# Великий пожар в Нью-Йорке (1845)

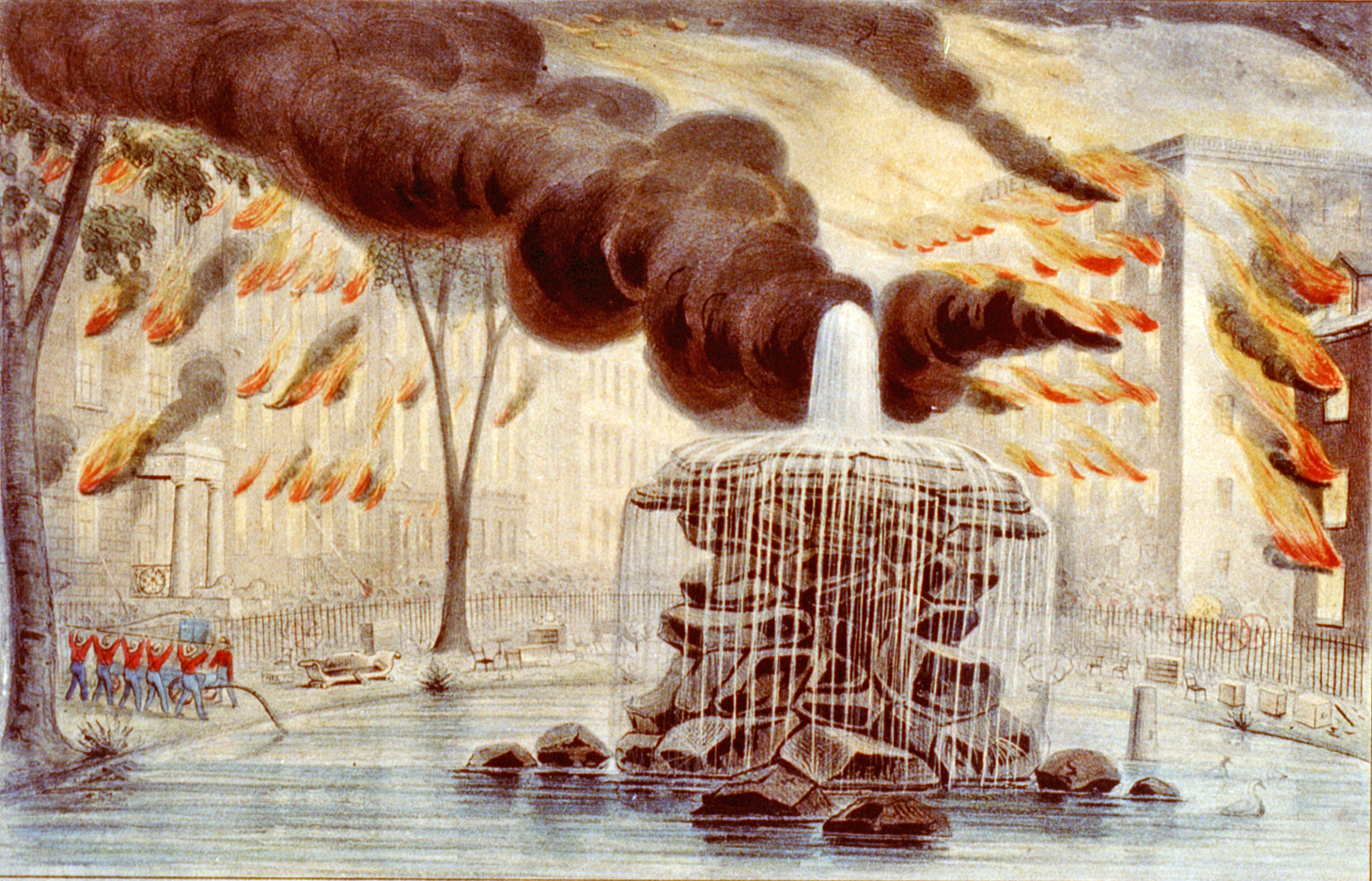
Великий пожар 1845 года, вид от Боулинг-Грин. Зарисовка Н. Карьира, хранится в Библиотеке Конгресса США

Великий пожар Нью-Йорка 19 июля 1845 года начался на предприятии по производству ворвани и свечей. Огонь быстро распространился по окрестным кварталам с деревянной застройкой. Пожар затронул склад на Брод-стрит, где хранилась горючая селитра, что привело к объёмному взрыву, из-за которого пожар распространился дальше.
Прежде чем пожар потушили, он уничтожил 345 строений на Нижнем Манхэттене в Нью-Йорк-Сити и причинил ущерб на сумму от 5 до 10 млн долларов (около 250 млн долларов в ценах XXI века). Погибли 4 пожарных и 26 жителей города. Пожар 1845 года стал одним из трёх больших пожаров (1776 и 1835), затронувших сердце Манхэттена. Пожар 1845 года был крайне разрушительным, но в основном поразил деревянные каркасные дома на относительно небольшой площади. Это показало действенность противопожарных мер при строительстве в соседних районах города, предпринятых в предыдущие десятилетия.

## Ход событий

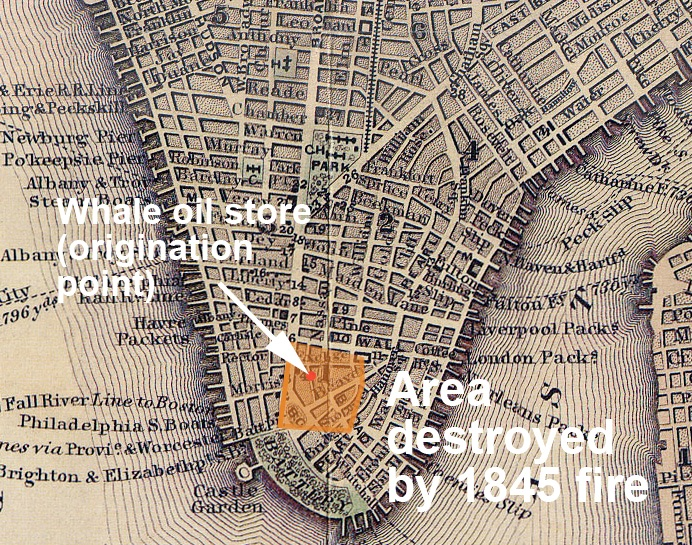
Фрагмент карты нижнего Манхэттена, оранжевым обозначен участок, разрушенный пожаром 1845 года

Пожар начался в 2:30 в субботу 19 июля 1845 года на третьем этаже дома Дж. Л. ван Дорена, торговца китовым жиром и производителя стеариновых свечей на Нью-стрит, 34 в Манхэттене. Огонь быстро распространился на прилегающие здания. Тревожный колокол в Сити-Холле начал бить в 03:00, собирая пожарных.
Пожарные из Городского пожарного управления Нью-Йорка (FDNY) — в то время добровольческой организации, — прибыли под командой главного инженера Корнелиуса Андерсена. С распространением пожара, к персоналу FDNY присоединялись прочие пожарные команды из города и пожарные бригады Бруклина, Ньюарка и Уильямсбурга. Пожарные в борьбе с огнём пользовались водой из водопровода Кротон, строительство которого закончилось в 1845 году. Интенсивность огня постепенно спадала, сыграли роль усилия пожарных. Пожар был потушен к 13:00.
В первые два часа распространения пожара огонь достиг большого многоэтажного склада, занимаемого Crocker & Warren на Брод-стрит, где хранилось большое количество горючей селитры. С прибытием Engine Co. 22 было приказано закачивать воду в склад. Пожарные компании пошли в склад и потащили шланг вверх по лестнице, чтобы залить водой четвёртый этаж. Когда лестницу стало заволакивать густым чёрным дымом, пожарный Гаррет Б. Лейн отдал своим людям приказ об эвакуации. Пожарный Фрэнсис Харт-младший, пытавшийся собрать шланг, оказался в ловушке, выбежал на крышу и бежал по крышам соседних зданий.
В 3:30 или 4:00, по прошествии пяти минут после эвакуации, склад взорвался. Взрыв сравнял с землёй шесть или восемь зданий, повредил фасады противостоящих зданий на Брод-стрит, сорвал ставни и двери со зданий, находящихся на некотором расстоянии от взрыва, поднял в воздух массу кирпичей и прочих «снарядов», обрушившихся на людей, достав даже до Бивер-стрит. Пожар распространился дальше и шире, соседние района оказались охвачены огнём. Взрывной волной были выбиты стёкла в зданиях в миле от взрыва, звук взрыва был слышен даже в Сэнди-Хуке (Нью-Джерси). Карета Engine Co. 22 была опрокинута на Брод-стрит и полностью выгорела. Несколько пожарных роты получили ранения.
Харт был выброшен взрывной волной через всю крышу, но получил только небольшое повреждение щиколотки. Пожарные Л. Коудрю из Engine Co. 42 и Дейв ван Винкль из Engine Co. 5, поливали водой соседнее здание, когда на складе произошёл второй взрыв, который выбросил ван Винкля на улицу. Коудрю погиб. Товарищи из роты два дня искали его тело среди битого камня, но труп так и не был найден. Его имя появилось на памятнике во дворе церкви св. Троицы в Нью-Йорке вместе с именами других пожарных-добровольцев, погибших при исполнении долга.
В ходе десятичасового пожара, огонь уничтожил здания от Брод-стрит, ниже Уолл-стрит до Стоун-стрит выше Уайтхолл-стрит к парку Боулинг-Грин и выше Бродвея к улице Эксчейндж-Плейс. Пожар унёс жизни четверых пожарных и 26 горожан. По сообщениям, здания были уничтожены на Бродвее, Нью-стрит, Брод-стрит, Эксчейндж-Плейс, Бивер-, Маркетфилд-, Уайтхолл-стрит и Саут-Уильям. По рассказам, огонь уничтожил 345 зданий и нанёс ущерб на сумму от 5 до 10 млн долларов (по современным ценам на 127—253 млн дол.).
Зафиксированы многочисленные сообщения о грабежах в ходе пожара и после его окончания, целью которых стали как предприятия, так и частные дома. По меньшей мере, две пожилые женщины сообщали, что молодые люди предлагали им перенести их вещи из разрушенных зданий и в итоге крали их.

## Расследование причин пожара. Последствия

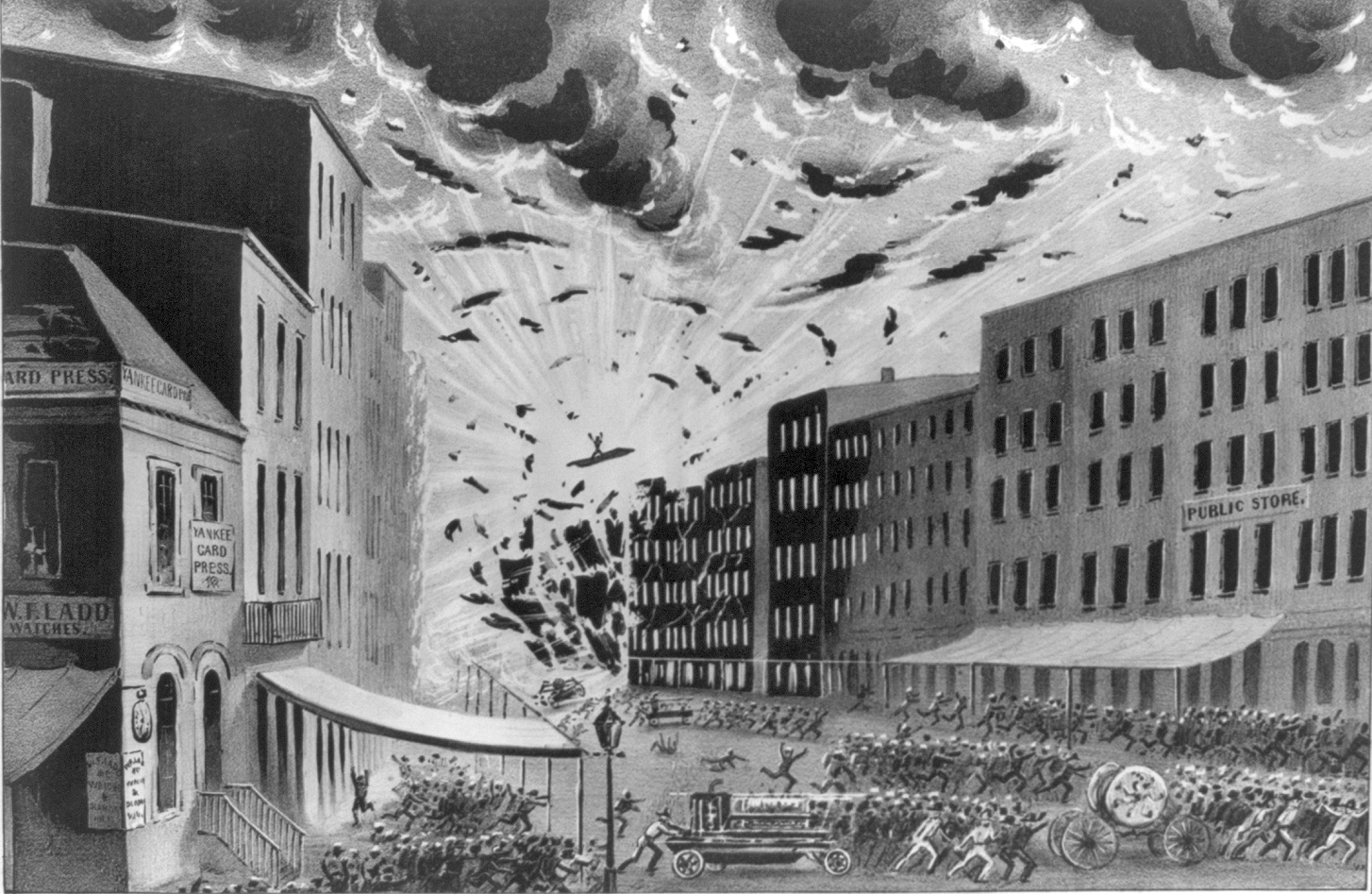
Взрыв на Брод-стрит 19 июля 1845 года. Зарисовка Н. Карьира, хранится в Библиотеке Конгресса США

Причина пожара обсуждалась в течение нескольких дней после взрыва. Публичные обсуждения привели к арестам арендаторов склада Крукера и Уоррена. Газета The Daily-Tribune сообщала, что взрыв не мог произойти без пороха, в дополнение к селитре. Поэтому арендаторов заподозрили в хранении пороха, что могло привести к обвинению в убийстве. Тем не менее, расследование оправдало Крукера и Уоррена по всем статьям обвинения, поскольку не было доказательств наличия пороха.
Были предположения, что взорвался газгольдер компании NY Gas Light Co. Но в день пожара главный инженер Корнелиус Андерсен выпустил заявление, что взрыв случился до того как огонь достиг газгольдера.
Великий пожар Нью-Йорка 1845 года стал последним из трёх (1776 и 1835) особенно опустошительных пожаров, затронувших внутренние районы Манхэттена. Будучи очень разрушительным, пожар 1845 доказал необходимость законов о строительстве, запрещающих возведение деревянных каркасных домов в районах плотной застройки. Пожар доказал действенность этих запретов, поскольку распространение пожара изменилось после того, как огонь достиг районов, построенных заново после пожара 1835. Новые строения возводились из камня и кирпича, имели железные крыши и ставни. Несмотря на общие нововведения, пожар возродил публичные призывы к более активной позиции в вопросах профилактики пожаров и пожаротушения.
Для усиления противопожарных возможностей города, муниципальные власти сформировали в 1845 году резервную часть под названием «освобождённая пожарная рота» (Exempt Fireman’s Company), так как рота была набрана из пожарных, освобождённых от службы в милиции и аварийной службы. Роту возглавил пожарный-ветеран Зофар Миллс (Zophar Mills), который участвовал в тушении пожара 1835 года, не дав ему перекинуться через Уолл-стрит.